# Otto Casimir von der Schulenburg
Otto Casimir von der Schulenburg (* 10. Februar 1705; † 4. Februar 1743 in Weßmar) war ein kurfürstlich-sächsischer und königlich-polnischer Kammerjunker, Domherr zu Merseburg und Rittergutsbesitzer.

## Leben
Er stammte aus dem brandenburgischen Adelsgeschlecht von der Schulenburg und war der zweite Sohn von Johann Casimir von der Schulenburg und dessen Ehefrau Katharina Margaretha geborene von Pfuhl. Gemeinsam mit seinem Bruder Levin Friedrich von der Schulenburg übernahm er nach dem Tod des Vaters das Gut Liebsdorf, das beide verkauften, um getrennte Wege gehen zu können. 
Otto Casimir von der Schulenburg erwarb 1731 von den Brüdern von Zweymen dessen von ihrer Mutter im Jahre 1727 ererbtes Rittergut Weßmar, das er zum Lebensmittelpunkt seiner Familie ausbaute. 
Im Jahre 1735 wird er als Domherr zu Merseburg im Sächsischen Hof- und Staatskalender genannt.
Otto Casimir von der Schulenburg starb wenige Tage vor seinem 38. Geburtstag und wurde am 7. Februar 1743 in der Kirche in Weßmar beigesetzt.

## Familie
Seine Ehefrau war Helena Felicitas von der Schulenburg geborene von Veltheim, mit der er den gemeinsamen Sohn Gebhard Friedrich Casimir von der Schulenburg (1734–1798) hatte, der den väterlichen Besitz übernahm und Oberforst- und Jägermeister in Bärenfels im Osterzgebirge wurde.